# Grigorij Novak
Grigorij Irmovič Novak (in russo Григорий Ирмович Новак?; Černobyl', 5 marzo 1919 – Mosca, 10 luglio 1980) è stato un sollevatore sovietico, vincitore di un titolo mondiale e di una medaglia d'argento alle Olimpiadi, che ha gareggiato nelle categorie dei pesi massimi leggeri (fino a 82,5 kg.) e dei pesi medio-massimi (fino a 90 kg.).

## Biografia
Nato in una famiglia ebrea ucraina, sin da adolescente lavorò insieme a suo padre nello scavo di fondamenta per edifici in costruzione. Il duro lavoro quotidiano lo aiutò a crescere forte e fisicamente resistente, vedendolo vincitore nelle gare di lotta e di sollevamento pesi organizzate tra le maestranze edili. Negli anni tra il 1933 ed il 1936 si esibiva anche come acrobata e giocoliere in un circo.
Fu nel 1937, dopo che tutta la sua famiglia si trasferì a Kiev, che Novak decise di dedicarsi seriamente allo sport, iscrivendosi alla locale sezione della società Dynamo per praticare la lotta. Cominciò da subito a vincere contro gli altri lottatori, pur non avendo ancora una preparazione tecnica specifica, grazie alle sue eccezionali qualità fisiche. Fu così che un allenatore gli propose di passare alla pratica del sollevamento pesi, che Novak incominciò nel 1938 ed un anno dopo già arrivò secondo ai Campionati sovietici.
Dal 1940 al 1946 vinse cinque volte il titolo nazionale in varie categorie di peso e, terminata la seconda guerra mondiale, durante la quale aveva servito nell'esercito come istruttore di educazione fisica, continuando ad allenarsi nel sollevamento pesi, nel 1946 partecipò ai Campionati mondiali di Parigi, i primi dopo la pausa dall'ultima edizione del 1938 a causa della guerra. Nella competizione dei pesi massimi leggeri Novak sbaragliò la concorrenza vincendo la medaglia d'oro con il nuovo record mondiale di 425 kg. nel totale su tre prove, dopo aver realizzato anche il record mondiale nella prova di strappo con 130 kg. Il secondo classificato, lo statunitense Frank Kay, terminò con una differenza nel totale di 35 kg. rispetto a Novak, la stessa anche del terzo classificato, il francese Henri Ferrari. Novak fu il primo sollevatore sovietico della storia a diventare campione del mondo.
L'anno successivo Novak vinse la medaglia d'oro nella stessa categoria ai Campionati europei di Helsinki con 410 kg. nel totale.
Non partecipò alle Olimpiadi di Londra 1948 in quanto il suo Paese non faceva ancora parte del CIO, restando poco attivo negli anni seguenti come sollevatore, ma vincendo comunque altri tre titoli nazionali sovietici nel 1948, 1949 e 1951.
Nel 1952 partecipò alle Olimpiadi di Helsinki nella categoria dei pesi medio-massimi, vincendo la medaglia d'argento con 410 kg. nel totale, battuto dallo statunitense Norbert Schemansky (445 kg.). Questa competizione olimpica era valida anche come Campionato europeo, per il quale vinse la medaglia d'oro.
Tuttavia, lo stesso anno Novak fu squalificato dalla sua Federazione perché coinvolto in un procedimento penale per aver ferito il portiere di un hotel in un litigio durante lo svolgimento di una competizione nazionale a Stalingrado. Novak evitò il carcere ma dovette perdere i suoi titoli onorifici sportivi dell'URSS ed i premi per le vittorie ottenute, abbandonando pertanto l'attività agonistica e ritornando alla sua passione giovanile degli spettacoli circensi, che più tardi lo avrebbero visto protagonista anche insieme ai suoi figli Arkady e Roman.
Nel 1980 il Governo sovietico lo invitò a preparare degli spettacoli di intrattenimento per le prossime Olimpiadi di Mosca, che purtroppo non poté rappresentare in quanto vittima di un infarto mortale il 10 luglio 1980, pochi giorni prima dell'inaugurazione dei Giochi Olimpici.
Nel corso della sua carriera di sollevatore Novak realizzò 19 record mondiali ufficiali, di cui 16 nei pesi massimi leggeri (12 nella distensione lenta e 4 nello strappo) e 3 nei pesi medio-massimi (tutti nella distensione lenta).